# 北九州市教育委員会
北九州市教育委員会（きたきゅうしゅうしきょういくいいんかい）は、福岡県北九州市内の教育に関連した調査などを行う北九州市の組織（行政委員会）。

## 概要
所在地は北九州市小倉北区にあるが、城内の市役所本庁舎ではなく、大手町にある小倉北区役所庁舎6階に置かれている。
他の教育委員会同様、本来の委員会組織と事務局組織（教育庁であるが北九州市はそのような名称を用いない）から成り立っているが、北九州市は福岡市とともに政令指定都市であるため、市独自で教員採用活動を行っている。
事務局組織は、総務課・学事課・教職員課・企画調整課・学校保健課・施設課ほか、業務によって課などに分けられている。教育委員会会議の開催のほか、いじめへの対策として意識調査を実施、さらに学校の合併や新設などを行っている。
なお、北九州市立大学についてはもともと別組織となっていたが、後に公立大学法人となって経営面においても市から分離された。